# Михайловка (Аскинский район)
Миха́йловка (баш. Михайловка) — село в Казанчинском сельсовете Аскинского района Республики Башкортостан России.

## Население
| 2002 | 2009 | 2010 |
| ---- | ---- | ---- |
| 33   | ↘32  | ↘21  |

Согласно переписи 2002 года, преобладающая национальность — русские (97 %).

## Географическое положение
Расстояние до:
- районного центра (Аскино): 46 км,
- центра сельсовета (Старые Казанчи): 11 км,
- ближайшей железнодорожной станции (Куеда): 90 км.